# Banie Mazurskie
Banie Mazurskie [ˈbaɲɛ maˈzurskʲɛ] (tiếng Đức: Benkheim) là một ngôi làng thuộc huyện Gołdapski, Warmińsko-Mazurskie, ở phía bắc Ba Lan, gần biên giới với tỉnh Kaliningrad của Nga. Đó là chỗ ngồi của gmina (khu hành chính) được gọi là Gmina Banie Mazurskie. Nó nằm khoảng 20 kilômét (12 mi) về phía tây nam của Gołdap và 113 km (70 mi) về phía đông bắc của thủ đô khu vực Olsztyn.
Trước năm 1945, ngôi làng là một phần của Đức (Đông Phổ) và được gọi là Benkheim.
Ngôi làng có dân số 1.500 người.